# Халима Носирова
Халима Носирова (на узбекски: Halima Nosirova) е съветска узбекистанска оперна певица (сопрано), актриса и музикален педагог.

## Биография и творчество
Родена е на 29 декември 1913 г. в Таглик (край Коканд), Кокандски уезд, Ферганска област, Руска империя. Тя е деветото дете в семейството. Отгледана е в сиропиталище. В периода 1924 – 1927 г. учи в Бакинския театрален колеж (сега Азербайджански държавен университет за култура и изкуства) заедно с група младежи от Узбекистан. В периода 1934 – 1937 г. следва в узбекското оперно студио на Московската консерватория. През 1977 г. завършва Ташкентската консерватория (сега Държавна консерватория на Узбекистан).
От 1927 г. е актриса на Централната държавна образцова узбекска трупа в Самарканд (от 1929 г. – Държавен узбекски драматичен театър „Хамза“ в Ташкент, от 2001 г. – Узбекски национален академичен драматичен театър). В периода 1930 – 1986 г. е солистка на Узбекския музикален и драматичен театър (от 1939 г. – Държавен узбекски театър за опера и балет, после Болшой театър „Алишер Навои“) в Ташкент. От 1939 г. тя е водещ солист на театъра. Участва както в класическия репертоар („Кармен“), така и в националните узбекски опери на културната институция.
Халима Носирова се изявява и като концертна певица. Изпълнява узбекски народни песни, както и песни на други народи (таджикски, казахски, арменски, азербайджански, китайски, руски, украински и др.). Прави гастроли и в чужбина (ГДР, Китай, Индия, Индонезия, Иран и други страни).
В периода 1979 – 1986 г. преподава в катедрата по ориенталска музика в Ташкентската консерватория. Била е и член на Върховния съвет на СССР.
За успешната си дейност получава редица награди и отличия, включително през 1937 г. е обявена за народен артист на СССР, а през 1942 и 1951 г. получава две Сталински награди.
Омъжена е за поета и драматург Комил Яшин.
Халима Носирова умира на 3 януари 2003 г. в Ташкент, Узбекистан. Погребана е в Чигатайското гробище.

## Творчество

### Роли
- „Главният инспектор“ от Николай Гогол – Мария Антоновна
- „Принцеса Турандот“ от Карло Гоци – Аделма
- „Аршин мал алан“ от Узеир Хаджибеков – Гюлчохра
- „Ичкарида“ от М. Мухамедов и Комил Яшин – Гюлсара
- „Фархад и Ширин“ от Виктор Успенски – Ширин
- „Халима“ от Гулям Зафари – Халима

### Филмография
- 1940 Асаль
- 1943 Подарок Родины – музикален филм
- 1944 Концерт пяти республик – музикален филм
- 1958 Очарован тобой – камео
- 1960-е Халима Насырова – документален